# Spiroctenus londinensis
Spiroctenus londinensis is een spinnensoort in de taxonomische indeling van de bruine klapdeurspinnen (Nemesiidae).
Spiroctenus londinensis werd in 1919 beschreven door Hewitt.